# Тагока (Техас)
Тагока (англ. Tahoka) — місто (англ. city) в США, в окрузі Лінн штату Техас. Населення — 2375 осіб (2020).

## Географія
Тагока розташована за координатами 33°9′50″ пн. ш. 101°47′42″ зх. д. / 33.16389° пн. ш. 101.79500° зх. д. (33.163777, -101.795081).  За даними Бюро перепису населення США в 2010 році місто мало площу 6,20 км², з яких 6,17 км² — суходіл та 0,03 км² — водойми.

## Демографія
Згідно з переписом 2010 року, у місті мешкали 2673 особи в 1030 домогосподарствах у складі 715 родин. Густота населення становила 431 особа/км².  Було 1189 помешкань (192/км²).
Расовий склад населення:
| - 78,6 % — білих - 3,9 % — чорних або афроамериканців - 1,5 % — корінних американців - 0,2 % — азіатів - 13,5 % — осіб інших рас |

До двох чи більше рас належало 2,4 %. Частка іспаномовних становила 49,7 % від усіх жителів.
За віковим діапазоном населення розподілялося таким чином: 28,3 % — особи молодші 18 років, 56,2 % — особи у віці 18—64 років, 15,5 % — особи у віці 65 років та старші. Медіана віку мешканця становила 37,9 року. На 100 осіб жіночої статі у місті припадало 96,5 чоловіків;  на 100 жінок у віці від 18 років та старших — 94,5 чоловіків також старших 18 років.
Середній дохід на одне домашнє господарство  становив 60 885 доларів США (медіана — 39 313), а середній дохід на одну сім'ю — 71 898 доларів (медіана — 49 737). Медіана доходів становила 40 932 долари для чоловіків та 26 012 долари для жінок. За межею бідності перебувало 18,3 % осіб, у тому числі 31,4 % дітей у віці до 18 років та 15,6 % осіб у віці 65 років та старших.
Цивільне працевлаштоване населення становило 1014 осіб. Основні галузі зайнятості: освіта, охорона здоров'я та соціальна допомога — 18,9 %, роздрібна торгівля — 17,4 %, публічна адміністрація — 16,8 %.